# Bygningskultur Danmark
Bygningskultur Danmark var en videns- og interesseorganisation for aktører og foreninger med tilknytning til bygningskulturen, der eksisterede fra 2003-2021. Paraplyorganisationen, der har ca. 30 medlemmer, arbejder politisk og fagligt for at kvalificere bevaring og udvikling af dansk bygningskultur og kulturarv.
Organisationen blev stiftet april 2003 som Bygningskulturelt Råd, men skiftede i 2006 navn til Bygningskultur Danmark.
Bygningskultur Danmark holder til i Bygningskulturens Hus, Borgergade 111 i København. Huset fungerer som et mødested for folk med interesse for bygningskultur, og de unikke rammer udnyttes ofte til konferencer, foredrag mm. Bygningen er den tidligere pigeskole for børn af de ansatte i Søetaten. Den er et fredet hus, der stod færdigt i 1859, og som blev tegnet af arkitekt Bernhard Seidelin.
Ved årsskiftet 2008/09 blev Bygningskultur Danmarks datterselskab, konsulentvirksomheden Bygningskultur Danmark Erhverv A/S, solgt til en erhvervsdrivende fond, Bygningsarvsfonden, og virksomheden skiftede navn til Dansk Bygningsarv A/S.
Bygningskultur Danmark blev nedlagt i 2021. Historiske Huse, en sammenslutning af foreningen BYFO og foreningen Bevaringsværdige Bygninger, har overtaget en stor del af aktiviteterne.

## Eksternt link
- Bygningskultur.dk Arkiveret 8. august 2018 hos  Wayback Machine